# Быгат
Быгат — река в Тевризском районе Омской области России. Устье реки находится в 42 км по правому берегу реки Мисс. Длина реки составляет 11 км. В 6 км от устья, по правому берегу реки впадает река Верхняя Мысовая.

## Данные водного реестра
По данным государственного водного реестра России относится к Иртышскому бассейновому округу, водохозяйственный участок реки — Иртыш от впадения реки Омь до впадения реки Ишим, без реки Оша, речной подбассейн реки — бассейны притоков Иртыша до впадения Ишима. Речной бассейн реки — Иртыш.